# Annett Möller
Annett Möller (* 30. Juli 1978 in Schwerin) ist eine deutsche Redakteurin, Nachrichtensprecherin und Fernsehmoderatorin.

## Werdegang
Direkt nach dem Abitur studierte Annett Möller Betriebswirtschaftslehre in der Hansestadt Wismar. Danach absolvierte sie drei Jahre lang eine Schauspielausbildung in Hamburg, währenddessen durchlief sie einige Praktika in Radio und Fernsehen. In ihrer Freizeit moderierte sie zahlreiche Messen, Gala-Veranstaltungen und Events.
Von 1998 bis 2003 war sie Mitglied der Formation Fun Factory und an den Alben Next Generation und ABC of Music beteiligt.
Möller trat 2003 eine Volontärsstelle bei RTL Nord an und moderierte gleichzeitig anderthalb Jahre lang in der Hansestadt das Regionalmagazin Guten Abend RTL. Seit 2005 ist sie freie Redakteurin, Reporterin und Moderatorin; beispielsweise arbeitete sie für Spiegel TV, bevor sie nach Köln zog. Seitdem war sie, mehr redaktionell, für n-tv tätig.
Von 2006 bis 2017 moderierte Möller die n-tv-Sendungen Der Morgen bei n-tv und n-tv Wissen. Im Wechsel mit anderen Moderatoren war sie seit Januar 2008 in der Nachrichtensendung RTL aktuell zu sehen; von April 2009 bis 2017 war sie die Hauptvertretung von Peter Kloeppel. Seit 2012 arbeitet sie an einem Modelabel für Business- und Tageskleider, 2014 eröffnete sie einen Onlineshop. Im Dezember 2016 moderierte sie bei RTL vier Folgen der Show Schnapp Dir das Geld!. Anfang 2017 gewann sie die RTL-Gesangsshow It Takes 2, in der sie zusammen mit Profimusiker Tom Gaebel sang. Ende März 2018 wurde bekannt, dass Möller zum Fernsehsender Sat.1 wechselt. Dort moderierte sie zusammen mit Daniel Boschmann vom 30. Juli 2018 bis zum 26. Juli 2019 das Vorabendmagazin Endlich Feierabend!, das wegen durchgehend niedriger Quoten eingestellt werden musste. Anfang November 2021 wurde Möllers Rückkehr zu RTL bekanntgegeben. Dort moderierte sie ab Januar 2022 das Morgenmagazin Guten Morgen Deutschland, welches im Februar 2022 abgesetzt wurde. Seit März 2022 moderiert sie die RTL-Morgenmagazin-Neuauflagen Punkt 6, Punkt 7 sowie Punkt 8. Im September 2022 moderierte sie erstmals als Vertretung Extra – Das RTL-Magazin und im November 2022 erstmals Gala.

### Privates
Annett Möller ist seit dem 28. Juni 2017 Mutter einer Tochter.

## Moderationen

### Aktuell
- seit 2022: Punkt 6, Punkt 7, Punkt 8 (RTL)
- seit 2022: Extra – Das RTL-Magazin (RTL, Vertretung)

### Ehemalig
- 2006–2017: Der Morgen bei n-tv (n-tv)
- 2008–2017: RTL aktuell (RTL)
- 2018–2019: Endlich Feierabend (Sat.1)
- 2020: Mit Nagel und Köpfchen (Sat.1)
- 2022: Guten Morgen Deutschland (RTL)
- 2022–2024: Gala (RTL, Vertretung)

## Werke
- Liebe Angst, Zeit, dass du gehst. Edel Books, Hamburg 2021, ISBN 978-3-8419-0778-3.